# Антоні Лібера
Антоні Лібін-Лібера (нар. 19 квітня 1949, Варшава) - польський письменник, перекладач, театральний режисер, літературний критик, знавець творчості Семюела Беккета. Кавалер Ордену Білого Орла.
Син історика літератури Здіслава Лібери. У 1972 році закінчив польську філологію у Варшавському університеті, а в 1984 році отримав ступінь доктора Польської академії наук. Був співробітником Комітету захисту робітників (КОР) та Комітету соціальної самооборони "КОР" (КСС "КОР").
З 1988 по 1993 рік був співредактором журналу "Пульс", а з 1996 по 2001 рік - літературним керівником Драматичного театру у Варшаві. Член польського ПЕН-клубу та Асоціації польських письменників, а також американського Товариства Семюела Беккета.
Переклав і опублікував усі драматичні твори Семюела Беккета, деякі з його прозових творів, а також есеї та вірші. За переклад книги "Моллой і чотири романи" був удостоєний премії "Literatura na Świecie" у 2005 р. Він також працював режисером п'єс цього автора, ставив їх у Польщі та за кордоном (у Великій Британії, Ірландії та США). Поставив близько тридцяти п'єс. У його постановках брали участь, зокрема, Тадеуш Ломницький, Збіґнєв Запасевич, Майя Коморовська, Адам Ференці, Збіґнєв Замаховський та Анджей Северин, а також британські актори (зокрема, Баррі Макґоверн та Девід Воррілоу).
Він також перекладав трагедії Оскара Уайльда та Софокла (зокрема, "Антігону" та "Царя Едіпа"). Зробив новий переклад "Макбета" Вільяма Шекспіра, поетичного канону Фрідріха Гельдерліна та віршів Константіноса Кавафіса. Він також перекладав різні оперні лібрето (зокрема, "Смерть у Венеції" Бенджаміна Бріттена, "Чорна маска" Кшиштофа Пендерецького та "Король Убу"). У 1990 році на замовлення лондонського Королівського придворного театру написав одноактну п'єсу "Східні обіцянки", яка була поставлена на цій сцені і опублікована в збірці "Діалоги травневих днів" (також у Польщі під назвою "Чи Європа мусить згинути?").
У 1998 році опублікував роман "Мадам", який отримав головну нагороду в конкурсі видавництва "Знак". У 1999 році він був номінований на літературну премію Nike, а також отримав премію Анджея Кійовського. За десяток років загальний тираж книжки перевищив 100 000 примірників, її перекладено близько 20 мовами світу. У 2002 році вийшов у фінал ірландської літературної премії IMPAC в Дубліні. У 2009 році опублікував автобіографічний прозовий роман "Годо та його тінь". Книга вийшла до фіналу премії "Ангелус" і була номінована на швейцарську премію Яна Міхальського.
1. 1 2  Bibliothèque nationale de France BNF: платформа відкритих даних — 2011.
2. ↑  Babelio — 2007.
3. 1 2  zespół autorów Інтернет-енциклопедія PWN
4. ↑  CONOR.Sl